# Константин Шмид фон Кнобелсдорф
Константин Шмид фон Кнобелсдорф (на немски: Konstantin Schmidt von Knobelsdorf, 13 декември 1860 г. – 1 септември 1936 г.) е пруски военен офицер и генерал от Първата световна война. 
Той се присъединява към германската армия на 18-годишна възраст. До 1912 г. е генерал-майор и Oberquartiermeister на Германския генерален щаб. През 1914 г. е произведен в генерал-лейтенант .
При избухването на Първата световна война става началник-щаб на 5-а германска армия, която официално се ръководи от престолонаследника Вилхелм на Германия. Но престолонаследникът е само на тридесет и две години и никога не е командвал единица, по-голяма от полк, и затова му е наредено от баща му императорът винаги да следва съветите на своя опитен началник на щаба. Шмид фон Кнобелсдорф е един от главните архитекти на плановете за започване на голяма атака срещу французите при Вердюн през февруари 1916 г. Като де факто лидер на 5-а армия, Шмид фон Кнобелсдорф също е този, който ръководи атаката и който настоява за победа на всяка цена. Това доведе до няколко конфликта с престолонаследника. Когато атаките не дават очакваните резултати, Шмид фон Кнобелсдорф е награден с Pour le Mérite с дъбови листа на 21 август 1916 г. и се премества да командва X корпус на Източния фронт. Като началник-щаб на 5-та армия той е заменен от Валтер фон Лютвиц .
До края на войната той остава командир на X корпус, който е преместен на Западния фронт до края на 1916 г. Той е повишен в генерал от пехотата точно преди примирието.
Шмид фон Кнобелсдорф се пенсионира от армията на 30 септември 1919 г.